# Dharmabad
Dharmabad é uma cidade  no distrito de Nanded, no estado indiano de Maharashtra.

## Geografia
Dharmabad está localizada a 18° 54′ N, 77° 51′ L. Tem uma altitude média de 359 metros (1177 pés).

## Demografia
Segundo o censo de 2001, Dharmabad tinha uma população de 29,936 habitantes. Os indivíduos do sexo masculino constituem 51% da população e os do sexo feminino 49%. Dharmabad tem uma taxa de literacia de 58%, inferior à média nacional de 59.5%: a literacia no sexo masculino é de 69% e no sexo feminino é de 48%. Em Dharmabad, 14% da população está abaixo dos 6 anos de idade.